# Joãozinho
João Natailton Ramos dos Santos (Umbaúba, 25 december 1988) – voetbalnaam Joãozinho – is een Braziliaans voetballer die bij voorkeur als linksbuiten speelt. Hij tekende in 2011 bij FK Krasnodar.

## Clubcarrière
In december 2007 tekende Joãozinho een vijfjarig contract bij het Bulgaarse Levski Sofia, dat hem overnam van Portuguesa. Op 24 augustus 2008 debuteerde hij in de Bulgaarse competitie tegen PSFC Tsjernomorets Boergas. In drie en een half jaar tijd maakte hij 12 doelpunten uit 73 competitieduels. Op 1 februari 2011 werd Joãozinho voor één miljoen euro verkocht aan het Russische FK Krasnodar. Op 6 maart 2011 maakte de Braziliaanse vleugelspeler zijn officieel debuut in de bekerwedstrijd tegen Amkar Perm.
1 Agkatsev ·
3 Tormena ·
4 Costa ·
5 Castaño ·
6 Pina ·
7 Sá ·
8 Kozlov ·
9 Córdoba ·
10 Spertsjan  ·
11 Batxi ·
13 Djoepin ·
15 Olaza ·
18 Gazinski ·
19 Smolov ·
20 González ·
31 Kaio ·
33 Aroetjoenjan ·
40 Olusegun ·
53 Tsjernikov ·
62 Kovalevsky ·
88 Krivtsov ·
90 Cobnan ·
96 Koksjarov ·
98 Petrov ·
Coach: Moesajev